# Ademar de Le Puy

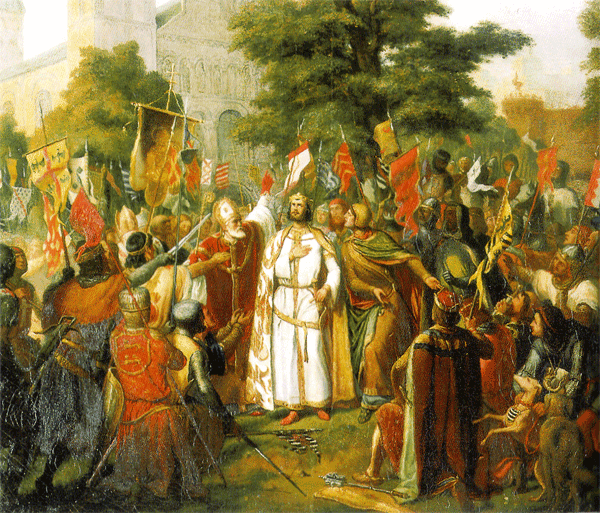
Episcopul Adhemar de Le Puy în mulțime, în stânga (roșu) Raimond de Toulouse

Ademar de Le Puy, cunoscut și ca Adhemar de Monteil (n. 1055 – d. 1 august 1098, Antiohia, provincia Hatay, Turcia) a fost o figură importantă a primei Cruciade, episcop de Le Puy-en-Velay (1077 - 1098). Provenea dintr-o familie nobilă din Valence, fiind fiul contelui de Valentinois, proprietarul castelului Montélimar.

## Legat papal
Atunci când Conciliul de la Clermont, în 1096 a decis începutul cruciadei pentru eliberarea Ierusalimului și a Sfântului Mormânt de sub musulmani, Adhemar cu mare zel a răspuns chemării de a merge în orient. După ce a primit competența de legat papal (de la Papa Urban al II-lea) al cruciaților, a intrat armata contelui Raimond de Toulouse și a traversat drumul până la Constantinopol, unde a avut loc unificarea trupelor cruciate.
În timp ce conducătorii cruciadei se contestau reciproc în dreptul de a conduce campania, după episcop s-a fortificat rolul de lider spiritual al „ostașilor lui Hristos”. La Constantinopol, Adhemar a negociat cu împăratul Alexie I Comnenul. Mai tîrziu chema cruciații la ordine în Niceea și a luat parte la Bătălia de la Dorylaeum.

## Prima Cruciadă
În timpul asediului Antiohiei, în mare parte datorită episcopului, care a vegheat asupra respectării ritualurilor bisericești și a sărbătorilor pe picior de egalitate, cruciații nu au pierdut spiritul de luptă. După căderea Antiohiei, atunci când orașul a fost înconjurat de armata emirului Kerbogha, Adhemar a făcut o procesiune pe străzile Antiohiei închizînd porțile orașului, pentru a nu permite acelor cruciați care se speriaseră să fugă. Atunci când în conformitate cu predicția călugărului Pierre Barthélemy, în Antiohia, a fost descoperită Lancea Sfântă, Adhemar a fost unul dintre puținii care a privit sceptic la descoperire, deoarece știa că această relicvă se afla la Constantinopol. Cu toate acestea văzând entuziasmul care a cuprins cruciații, el nu a împărtășit suspiciunile sale.
După înfrângerea lui Kerbogha, episcopul a făcut încercări de a soluționa conflictele în tabăra liderilor cruciați, însă pe 1 august 1098 a murit în timpul epidemiei, probabil de tifos și atunci "o mare tristețe a cuprins armatele lui Hristos, deoarece legatul papei era un sprijin pentru cei săraci și un sfetnic pentru cei bogați".